# Tullu Moje
Le Tullu Moje est un cône volcanique d'Éthiopie. Il est constitué de ponces.